# كلوديا تيت
كلوديا تيت (بالإنجليزية: Claudia Tate)‏ هي صحفية أمريكية، ولدت في 1947، وتوفيت في 2002 بسبب سرطان الرئة.